# Anna Maria Jopek
Anna Maria Jopek (Varsavia, 14 dicembre 1970) è una cantante polacca.

## Biografia
Anna Maria è la figlia di Stanislaw Jopek, cantante di Mazowsze, importante gruppo folk polacco. Laureata all'Accademia musicale Chopin di Varsavia, ha rappresentato la Polonia al Festival dell'Eurovisione nel 1997, classificandosi undicesima.
Si è quindi trasferita per un breve periodo a New York dove ha studiato Jazz e si è esibita in molte serate nei locali più importanti.
Nel 2002 è notata da Pat Metheny che l'accompagna nell'album Upojenie. È il momento di maggiore successo e la cantante ed il leggendario chitarrista, solo per la presentazione dell'album, riempiono per tre serate di fila la Sala Kongresowa a Varsavia. 
Nel 2008 è invitata al Pulse, l'importante festival folk di Londra.

## Discografia

### Studio albums
- 1997 - Ale Jestem (Ma io sono)
- 1998 - Szeptem
- 1999 - Jasnosłyszenie
- 1999 - Dzisiaj z Betleyem
- 2000 - Bosa / Barefoot (2002 english version)
- 2002 - Nienasycenie
- 2002 - Upojenie (con Pat Metheny)
- 2003 - Farat
- 2005 - Secret
- 2005 - Niebo
- 2007 - Id
- 2008 - Jo & Co
- 2011 - Haiku (con Makoto Ozone)
- 2011 - Sobremesa
- 2011 - Polanna
- 2017 - Minione (con Gonzalo Rubalcaba)
- 2018 - Ulotne (con Branford Marsalis)